# Max Streibl

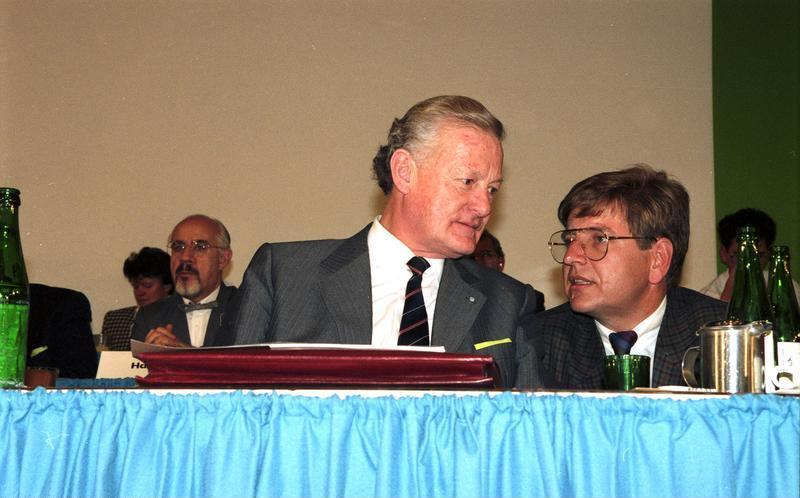
Max Streibl mit Thomas Goppel (rechts) beim 53. CSU-Parteitag in der Münchner Bayernhalle, 18. November 1989

Max Balthasar Streibl (* 6. Januar 1932 in Oberammergau; † 11. Dezember 1998 in München) war ein deutscher Politiker der CSU. Von 1988 bis 1993 war er Bayerischer Ministerpräsident.

## Leben

### Berufliche und politische Laufbahn
Max Streibl, Sohn eines Hoteliers, studierte nach seinem Abitur am Benediktinergymnasium Ettal Jura und Volkswirtschaftslehre an der Ludwig-Maximilians-Universität München und trat 1955 in den Staatsdienst ein. Er arbeitete als Referendar unter anderem beim Landratsamt Garmisch-Partenkirchen und beim Bundesrat in Bonn. 1960 wurde er Assessor bei der Regierung von Oberbayern und arbeitete seit 1961 in der Bayerischen Staatskanzlei.
1957 wurde er Mitglied der CSU und war Mitgründer der Jungen Union in Oberbayern. Von 1961 bis 1967 war er Landesvorsitzender der Jungen Union, 1962 wurde er in den Bayerischen Landtag gewählt, dem er bis 1994 angehörte.

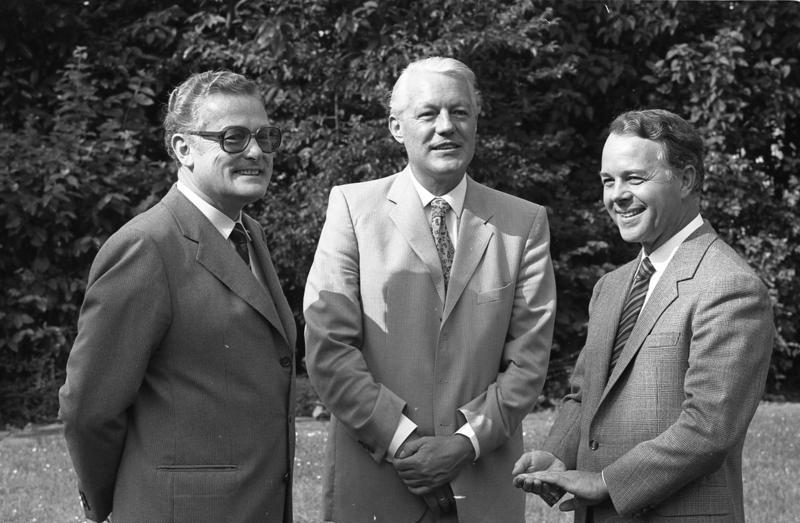
Streibl als Finanzminister bei der Konferenz der CDU/CSU-Ministerpräsidenten am 13. August 1981 mit Gerhard Stoltenberg (Schleswig-Holstein, Mitte) und Ernst Albrecht (Niedersachsen, rechts)

Von 1967 bis 1971 amtierte er als Generalsekretär der CSU. 1970 übernahm er den Vorsitz des CSU-Bezirks Oberbayern, den er bis 1994 innehatte. Am 8. Dezember 1970 übertrug Ministerpräsident Alfons Goppel ihm das neu geschaffene Ministerium für Landesentwicklung und Umweltfragen (Kabinett Goppel III), womit Streibl der erste Umweltminister eines Bundeslandes der Bundesrepublik Deutschland wurde. Von 1972 bis 1974 war er Vorsitzender der Landesministerkonferenz für Raumordnung, anschließend der Umweltministerkonferenz. Im Mai 1977 wurde Streibl bayerischer Finanzminister (Kabinett Goppel IV, Nachfolger von Ludwig Huber); er blieb Finanzminister in den Kabinetten Strauß I, II und III. Ab 12. Juli 1988 war Streibl auch Stellvertreter des Ministerpräsidenten.
Während seiner elfjährigen Amtszeit wurde Bayern zum Bundesland mit der niedrigsten Staatsverschuldungsquote und der höchsten Investitionsquote.
Als Verwaltungsratsvorsitzender der Bayerischen Landesbank war Streibl in die Mega-Petrol-Affäre verwickelt.

### Streibl als Ministerpräsident
Am 19. Oktober 1988 wählte ihn nach dem Tod von Franz Josef Strauß der Bayerische Landtag mit 124 von 193 Stimmen zu dessen Nachfolger als Ministerpräsident Bayerns. Er war bis 1993 Ministerpräsident und führte die Kabinette Streibl I und Streibl II.

#### Regierungsstil und Affären
Mit Streibl, der im Vergleich zu seinem Vorgänger einen eher zurückhaltenden Regierungsstil pflegte, konnte die CSU bei den Landtagswahlen vom 14. Oktober 1990 ihre absolute Mehrheit verteidigen und verlor nur 0,9 %. Am 20. Dezember 1990 eröffnete er die erste gemeinsame Konferenz der Regierungschefs der Länder.
Als am 6. Juli 1992 bei der Eröffnung des 18. Weltwirtschaftsgipfels in München nach einem Polizeikessel 500 Demonstranten festgenommen wurden und am Vorgehen der Polizei Kritik laut wurde, bemerkte Streibl, wenn jemand glaube, sich mit Bayern anlegen zu müssen, dann sei es eben „bayerische Art“, „etwas härter hinzulangen“.
Schließlich erschütterte seit Januar 1993 die Amigo-Affäre sein Ansehen. Am 27. Mai 1993 musste er nach langwierigen Auseinandersetzungen zurücktreten. Bekannt wurde in diesem Zusammenhang Streibls Versuch, sein Amt zu retten, indem er seinen Parteigenossen drohte: im Parteivorstand hielt er einen Koffer hoch mit den Worten „Hier drin befindet sich brisantes Material – über jeden von euch!“.
Der Spiegel schrieb 1998 in seinem Nachruf: „Erst als die CSU-Oberen überzeugt waren, mit Streibl bei der Landtagswahl 1994 die absolute Mehrheit zu verlieren, ließen sie ihn fallen.“
CSU-Vorsitzender war von 1988 bis 1999 Theo Waigel. Die Landtagswahl fand am 25. September 1994 statt; Streibls Nachfolger Edmund Stoiber konnte mit absoluter Mehrheit weiterregieren.
Streibl gehörte mehreren Aufsichtsräten als Mitglied oder Vorsitzender an. Anfang 1994 berichtete die Illustrierte Stern, dass Streibl ebenso wie Strauß als Testamentsvollstrecker der Friedrich-Baur-Stiftung jährlich bis zu 300.000 DM einnehme. Streibls Nachfolger Stoiber verzichtete auf diese Nebeneinkünfte.
1996 stellte der Mega-Petrol-Untersuchungsausschuss des Landtages fest, dass die gegen Streibl erhobenen Vorwürfe unberechtigt seien; die Landesbank war 1993 jedoch zu hohen Schadensersatzleistungen an geprellte Kleinanleger verurteilt worden.
Anfang 1994 wurde bekannt, dass Streibl als oberbayerischer CSU-Bezirksvorsitzender Franz Schönhuber, den Parteivorsitzenden der Republikaner, zu einem vertraulichen Kamingespräch eingeladen hatte.

#### Bau der Bayerischen Staatskanzlei
Nach seinem Amtsantritt kam es für den heftig umstrittenen Bau der neuen Staatskanzlei zu einem Kompromiss mit deutlich kleinerem Bauvolumen. Auch auf die Integration des Hauses der Bayerischen Geschichte im Gebäude wurde verzichtet.

#### Baustopp der Wiederaufarbeitungsanlage Wackersdorf
Nach dem Tod von Strauß fehlte einer der politisch stärksten Befürworter der atomaren Wiederaufarbeitungsanlage Wackersdorf (WAA). Streibl war nie ein „heißer Verfechter der Kernenergie“, er wollte für die umstrittene WAA „nicht kämpfen“ und vollzog 1989 nach kurzer Irritation und zur Überraschung der eigenen Partei eine Kehrtwende. Die Bauarbeiten wurden im Mai 1989 beendet und die bayerische Staatsregierung entwickelte umgehend Pläne für die wirtschaftliche Stärkung der Oberpfälzer Region. Streibl gab erst die Zustimmung zur Änderung des atomaren Entsorgungsnachweises, nachdem die Elektrizitätswirtschaft Ersatzarbeitsplätze und Ausgleichsmaßnahmen zur Wiedergutmachung schaffte. Die folgende wirtschaftliche Entwicklung nannte Streibl das „Wunder von Wackersdorf“.

### Sonstiges Engagement
Streibl war Katholik und Mitglied der katholischen Studentenverbindungen KStV Erwinia München und der KSStV Alemannia München im KV. 1968 wurde er in den Ritterorden vom Heiligen Grab zu Jerusalem aufgenommen. 1964 trat er in den Lions Club München-Grünwald ein, zu dem auch Franz Josef Strauß gehörte.
Von 1974 bis 1989 war er Vorsitzender des Katholischen Männervereins Tuntenhausen.

### Privatleben

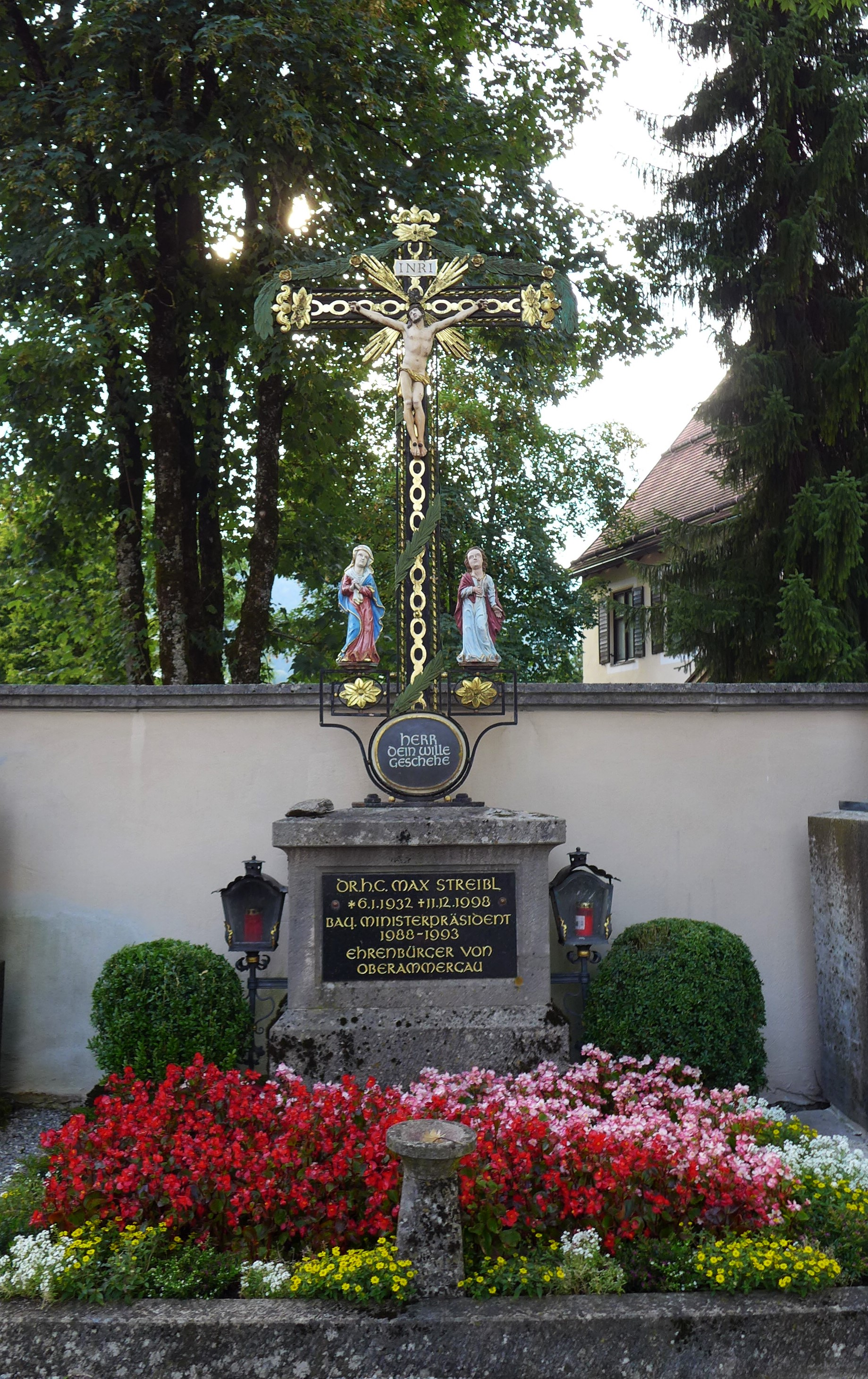
Grab von Max Streibl auf dem Kirchhof von Oberammergau

Aus seiner 1960 mit Irmingard Junghans (* 1933) geschlossenen Ehe gingen zwei Söhne und eine Tochter hervor.
Sein Sohn Florian Streibl kandidierte am 28. September 2008 in der Bayerischen Landtagswahl erstmals für die Freien Wähler, und zwar im Stimmkreis Bad Tölz-Wolfratshausen, Garmisch-Partenkirchen und wurde über die Oberbayernliste in den Landtag gewählt.
Streibl starb am 11. Dezember 1998 im Alter von 66 Jahren nach einem Herzinfarkt in seiner Münchner Wohnung. Er wurde auf dem Alten Gemeindefriedhof seiner Heimatstadt Oberammergau beigesetzt.

## Auszeichnungen und Ehrungen (Auszug)
- Ehrensenator der Akademie der Bildenden Künste Nürnberg[16]
- Bayerischer Verdienstorden (1971)
- Verdienstkreuz am Bande der Bundesrepublik Deutschland (1973)[17], Großes Verdienstkreuz (1975), mit Stern (1978)[18], und Schulterband (1983)
- Ehrendoktorwürde Dr. h. c. der Katholisch-theologischen Fakultät der Universität Passau (1985)
- Großkreuz des Verdienstordens der Italienischen Republik (1988)
- Goldener Ehrenring der Stadt Bamberg (1989)
- Ehrenbürgerschaft von Oberammergau (1989)
- Ehrenbürgerschaft von Deggendorf (1992)
- Großer Goldener Ehrenanker von Triest (1990)
- Bayerischer Bierorden (1990)
- Großkreuz des Verdienstordens Pro Merito Melitensi des Souveränen Malteserordens (1992)

## Veröffentlichungen
- Verantwortung für alle. Die Freiheit fordert jeden. Stuttgart 1980, ISBN 3-512-00601-9.
- Modell Bayern. Ein Weg in die Zukunft. Gerber, München 1985, ISBN 3-87249-094-X.